# 박상국
박상국(1960년 9월 6일~)은 대한민국의 전 야구 선수이며 1987년 11월 25일 단행된 1988년 신인 드래프트에서 OB에 지명됐으나 1달 뒤인 1987년 12월 31일 태평양 돌핀스로 트레이드됐지만 다음 해인 1988년 11월 24일 정영기 이충우와의 맞트레이드를 통해 롯데 자이언츠 유니폼을 입었다.

## 기록
- 1988년: 54경기 37안타 1홈런 3도루 타율 0.257
- 1989년: 88경기 30안타 4홈런 1도루 타율 0.199
- 1990년: 20경기 5안타 1도루 타율 0.156
- 1991년: 31경기 7안타 타율 0.194
- 1992년: 36경기 11안타 1도루 타율 0.196

## 출신 학교
- 부산토성중학교
- 경남고등학교
- 경희대학교

## 같이 보기
- 1988년 태평양 돌핀스 시즌
- 1992년 롯데 자이언츠 시즌